# Lygodactylus nigropunctatus
Espèce
Statut de conservation UICN

 LC  : Préoccupation mineure
Lygodactylus nigropunctatus est une espèce de geckos de la famille des Gekkonidae.

## Répartition
Cette espèce est endémique d'Afrique du Sud.

## Liste des sous-espèces
Selon The Reptile Database (9 octobre 2012) :
- Lygodactylus nigropunctatus incognitus Jacobsen, 1992
- Lygodactylus nigropunctatus montiscaeruli Jacobsen, 1992
- Lygodactylus nigropunctatus nigropunctatus Jacobsen, 1992

## Publication originale
- Jacobsen, 1992 : New Lygodactylus taxa (Reptilia: Gekkonidae) from the Transvaal. Bonner Zoologische Beiträge, vol. 43, no 4, p. 527-542 (texte intégral).